# Acanthopale pubescens
Acanthopale pubescens är en akantusväxtart som först beskrevs av Adolf Engler, och fick sitt nu gällande namn av C. B. Cl.. Acanthopale pubescens ingår i släktet Acanthopale och familjen akantusväxter. Inga underarter finns listade i Catalogue of Life.

## Bildgalleri

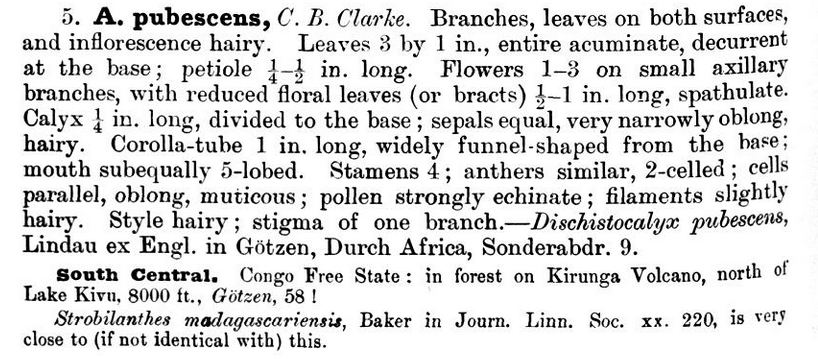